# أميرة منصور
أميرة منصور هي لاعبة نبالة مصرية تهتم برياضة القوس المعاكس للسيدات. وقد فازت بالمركز الثاني في بطولة القوس المتكرر للسيدات في بطولة أفريقيا للرماية. هي لاعبة نادي الصيد للقوس والسهم.

## مسيرتها
كسبت أميرة ذهبية فردي السيدات في القوس المعاكس لمصر في دورة الألعاب العربية 2011، بعدما جمعت 1165 نقطة متفوقه على ندى كامل صاحبت الميدالية الفضية برصيد 1146 نقطة، وحققت المركز الأول في مسابقة 50 متر للسيدات متفوقة على العراقية رند المشهداني صاحبة الفضية. وكان إجمالي ميداليات أميرة 7 ميداليات، حيث حققت 6 ذهبيات وبرونزية. وتأهلت إلى الألعاب الأولمبية الصيفية 2012 في لندن من خلال بطولة كأس العالم في تورونتو في إيطاليا، وحققت أميرة منصور الميدالية الفضية في البطولة العربية الثانية لأندية للسيدات في إمارة الشارقة في دولة الإمارات العربية المتحدة في عام 2014،  حيث كانت هي اللاعبة المصرية الوحيدة المشاركة في البطولة. حصلت أميرة على المركز التاسع في بطولة كأس العالم في بولندا في عام 2015. وتأهلت إلى الألعاب الأولمبية الصيفية 2016 في ريو دي جانيرو في القوس المعاكس من خلال التصفيات الأفريقية في دولة ناميبيا. وحصلت على المركز الرابع في بطولة الجمهورية للقوس والسهم في عمومي السيدات.

## الحياة الخاصة
درست أميرة في الجامعة الألمانية بالقاهرة.

## روابط خارجية
- النبالة العالمية